# Stigmatomyces limosinae
Stigmatomyces limosinae Thaxt. – gatunek grzybów z rzędu owadorostowców (Laboulbeniales). Pasożyt owadów.

## Systematyka i nazewnictwo
Pozycja w klasyfikacji według Index Fungorum: Stigmatomyces, Laboulbeniaceae, Laboulbeniales, Laboulbeniomycetidae, Laboulbeniomycetes, Pezizomycotina, Ascomycota, Fungi.
Gatunek ten po raz pierwszy opisał Roland Thaxter w 1900 r. na owadzie Limosina fontinalis w USA.

## Charakterystyka
Grzyb entomopatogeniczny, pasożyt zewnętrzny owadów. Nie powoduje śmierci owada i zazwyczaj wyrządza mu niewielkie szkody. W Polsce Tomasz Majewski w 1994 i 2003 r. opisał jego występowanie na muchówkach Rachispoda limosa i Rachispoda lutosa z rodziny Sphaeroceridae. 